# 宋在根
宋在根（谚文：송재근，朝鲜汉字：宋在根，1974年2月15日—），是韩国著名的男子短道速滑运动员。他是1992年冬季奥林匹克运动会短道速滑比赛5000米接力金牌获得者。

## 职业生涯
1992年阿尔贝维尔冬奥会中，宋在根获得5000米接力金牌。

## 资料来源
- 奥林匹克数据库(英文)